# 管状鞘群海葵
管状鞘群海葵（学名：Epizoanthus tube）为鞘群海葵科鞘群海葵属的动物。分布于南非以及中国东海等海域，常固着在碎贝壳上。